# GOLDEN☆BEST 南沙織 コンプリート・シングルコレクション
『GOLDEN☆BEST 南沙織 コンプリート・シングルコレクション』（ゴールデン・ベスト みなみさおり コンプリート・シングルコレクション）は、2010年9月8日にリリースされた、南沙織（シンシア）のベスト・アルバムである。発売元はソニー・ミュージックダイレクト。規格品番：MHCL1788/9。

## 解説
1971年にシングルレコード「17才」（SONA-86183）でレコード・デビューを果たしてから丸40周年を控えた時期に発売された、CD-DA2枚組のベスト・アルバム。様々なレコード会社が参加してシリーズ化している“ゴールデン☆ベスト”シリーズの1枚。南沙織の同シリーズは、過去に筒美京平が作曲した楽曲のみを集めた『GOLDEN☆BEST 南沙織 筒美京平を歌う』が発売されていたが、シングル楽曲単位では本作が初めてである。
南沙織・シンシア名義で発売された全33枚のシングルレコード、CDシングルA面曲（うち2枚は両A面）がすべて収録された。両A面扱いシングルの1枚である「ふりむいた朝／気がむけば電話して」のシングル・ヴァージョン2曲が1つの作品中にまとめて収録されるのは、通販CDや限定生産CD-BOXセットを除いた一般発売商品に限ると、1982年のCD商品化以来初めてである。また、カヴァー曲であるがために1992年2月21日発売のベスト・アルバム『南沙織ベスト Recall 〜28 SINGLES SAORI + 1〜』（SRCL-2315/6）に収録されたのを最後に外されていた「カリフォルニアの青い空」が収録されたため、南沙織・シンシア個人名義のシングルA面曲は本アルバムですべて出揃うこととなった。
シングルA面曲以外には、「早春の港」（1973年）のB面曲「魚たちはどこへ」（前年のアルバム『早春のハーモニー』収録曲のリカット）とスタジオ・アルバム『20才まえ』（1973年）の収録曲「私の出発」がボーナス・トラックとして収録された。両楽曲ともシングルA面曲ではないながら、1978年のさよならコンサートで歌われた楽曲でもある。
オールカラーの歌詞ブックレットには、過去にシングルやアルバムのディスクジャケットで使用された写真の別カット写真が多く収められている。また歌詞ごとの楽曲タイトルは、ディスクジャケットに表記された書体や文体が主にそのまま流用されている（一部色彩が異なる）。巻末には当時の担当ディレクター、小栗俊雄への取材が語り口調で書き下ろされたライナーノーツを4ページにわたって掲載。CD帯裏には、小栗の略歴と小栗へ向けたシンシア本人の一言コメントが印字されている。CDトレイ下には、「17才」から「グッバイガール」まで28枚のレコード・ジャケット一覧を掲載。1990年代に発表した8センチCDサイズのCDジャケットは歌詞のページにそれぞれ掲載されている。

## 収録曲

### Disc 1
1. 17才（2:46）
2. 潮風のメロディ（3:29）
3. ともだち（3:07）
4. 純潔（3:02）
5. 哀愁のページ（2:47）
6. 早春の港（2:49）
7. 魚たちはどこへ（2:22）
8. 傷つく世代（2:38）
9. カリフォルニアの青い空（3:07）
10. 色づく街（2:50）
11. ひとかけらの純情（3:04）
12. バラのかげり（3:12）
13. 夏の感情（2:41）
14. 夜霧の街（3:13）
15. 女性（3:01）
16. 想い出通り（2:34）
17. 人恋しくて（4:23）
18. ひとねむり（3:25）

### Disc 2
1. ふりむいた朝（3:08）
2. 気がむけば電話して（3:11）
3. 青春に恥じないように（3:30）
4. 哀しい妖精（3:41）
5. 愛はめぐり逢いから（3:26）
6. ゆれる午後（3:30）
7. 街角のラブソング（3:24）
8. 木枯しの精（3:09）
9. 春の予感 -I've been mellow-（3:09）
10. 愛なき世代（4:31）
11. Ms. (ミズ)（3:53）
12. グッバイガール（日本語）（3:30）
13. 青空（4:44）
14. ファンレター -SO GOOD SO NICE-（Remix version）（5:26）
15. 約束（4:00）
16. よろしく哀愁（4:58）
17. 愛は一度だけですか（5:03）
18. 初恋（4:40）
19. 私の出発（2:57）

- 作詞・作曲・編曲者はそれぞれのリンク先を参照されたい。

## 関連作品
- GOLDEN J-POP/THE BEST 南沙織
- GOLDEN☆BEST 南沙織 筒美京平を歌う
- GOLDEN☆BEST 小柳ルミ子 シングル・コレクション
- GOLDEN☆BEST 天地真理 コンプリート・シングル・コレクション・アンド・モア

※ 下2作品は南と並んで「新三人娘」と称された小柳ルミ子と天地真理の“ゴールデン☆ベスト”シリーズ。
- GOLDEN☆BEST 新三人娘 〜天地真理・小柳ルミ子・南沙織〜

※ 新三人娘の1971年から1974年にかけてのシングルとカヴァー曲をまとめた“ゴールデン☆ベスト”。